# كليفورد جيبسون
كليفورد جيبسون (بالإنجليزية: Clifford Gibson)‏ هو كاتب أغاني أمريكي، ولد في 17 أبريل 1901 في لويفيل في الولايات المتحدة، وتوفي في 21 ديسمبر 1963 بسبب استسقاء.

## وصلات خارجية
- كليفورد جيبسون على موقع ميوزك برينز (الإنجليزية)
- كليفورد جيبسون على موقع ديسكوغز (الإنجليزية)